# 웨야피어센와
블루 재킷(Blue Jacket 또는 Weyapiersenwah, 1743경 ~ 1810년경)은 쇼니 족 추장으로 본명은 웨야피어센와였다. 오하이오 영토에서의 쇼니족 땅에 대한 군사적 방어로 잘 알려져 있는 인물이다. 북서 인디언 전쟁에서 유명한 인디언 지도자 중 한 명으로 전 부족 연합을 이끌고 미합중국 병력과 수차례 교전을 벌였던 쇼니족 지도자 테쿰세와 함께 중요한 지도자였다.

## 생애
블루 재킷의 어린 시절에 대해서는 거의 전해지는 바가 없다. 그가 처음 등장하는 역사적 기록은 1773년이며, 당시 이미 성인이었고, 추장직을 맡고 있었다. 그해 영국인 선교단이 사이오토 강 주변에 있었던 쇼니 족 마을을 방문했으며, 디어 크릭(오늘 날의 오하이오 로스 카운티)에 있는 블루 재킷의 마을 위치에 대한 기록을 남겼다.

## 북서부 영토에 대한 항쟁
블루 재킷은 던모어 전쟁과 미국 독립 전쟁(영국군과 동맹을 맺고)에 참여했으며, 항상 쇼니 족 땅의 권리를 지키려고 노력했다. 미국 독립 전쟁에서의 영국의 패배로 쇼니 족은 오하이오 영토를 방어할 중요한 동반자를 잃어버리게 되었다. 이러한 항쟁은 오하이오 영토내 백인 정착민들이 유입되면서 더욱 가열되었으며, 블루 재킷은 이러한 저항 세력의 주요 지도자로 부상했다.

## 같이 보기
- 북서부 영토